# Volta a Llombardia 1992
La Volta a Llombardia 1992 fou la 86a edició de la clàssica ciclista Volta a Llombardia. La cursa es va disputar el 17 d'octubre de 1992, sobre un recorregut de 241 km, i era l'onzena prova de la Copa del Món de ciclisme de 1992. El vencedor final fou el suís Tony Rominger, que s'imposà en l'arribada a Monza.

## Classificació general
|    | Ciclista                 | Equip                 | Temps      |
| -- | ------------------------ | --------------------- | ---------- |
| 1  | Tony Rominger (SUI)      | CLAS-Cajastur         | 6h 07' 50" |
| 2  | Claudio Chiappucci (ITA) | Carrera-Vagabond      | + 41"      |
| 3  | Davide Cassani (ITA)     | Ariostea              | + 2' 50"   |
| 4  | Raúl Alcalá (MEX)        | PDM-Concorde          | + 5' 15"   |
| 5  | Rolf Sørensen (DEN)      | Ariostea              | + 6' 53"   |
| 6  | Beat Zberg (SUI)         | Helvetia-La Suisse    | + 7' 22"   |
| 7  | Udo Bölts (GER)          | Telekom-Merckx        | m. t.      |
| 8  | Bo Hamburger (DEN)       | TVM-Sanyo             | + 7' 32"   |
| 9  | Davide Rebellin (ITA)    | GB-MG Boys Maglificio | + 7' 44"   |
| 10 | Stephen Hodge (AUS)      | ONCE                  | m. t.      |